# The Sound of Arrows
The Sound of Arrows — электронный музыкальный коллектив из Стокгольма (Швеция).
«Деликатный свистящий, как стрела, сказочный электропоп с блистательным каноном, где должно быть его сердце» — Popjustice
«Ностальгический, жизненный, великолепный, блестящий поп» — Notion
«Арфы и яркие мелодии, где-то между грохотом подростково-симфонических ударных Фила Спектора и электронными поп фантазиями Saint Etienne» — Pitchfork
Сами музыканты описывают своё стили как «широкоэкранный поп».

## Состав
- Оскар Гульстранд (англ. Oskar Gullstrand) — синтезатор
- Стефан Сторм (англ. Stefan Storm) — вокал

Дуэт The Sound of Arrows состоит из Стефана Сторма и Оскара Гульстранда. Стефан Сторм ранее писал своеобразную хаус музыку, в то время как вторая половина, Оскар Гульстранд, играл в оркестре, но в настоящее время он работает графическим дизайнером и аниматором.
Обоим участникам коллектива немногим больше 20 лет и родом они из местечка под названием Евле, которое многими считается одним из самых скучных городов Швеции. Сейчас они переехали в Стокгольм и возвращаются в Евле только что бы увидеться с семьей или записать свои песни на заброшенных дискотеках.

## История
Их история началась также, как и многие другие. Они из одного города, познакомились через общих друзей, у них оказались схожие интересы и музыкальные предпочтения, они сделали электронный рождественский календарь, непрофессионально занимались электропопом. И далее по стандартным пунктам биографии. Но только после попытки создать Рождественскую песню используя запись детского хора с Youtube их совместный музыкальный проект действительно начал развиваться. Это было в конце 2006 года.
Из-за отсутствия компьютера, возможности записи и знаний потребовалось несколько месяцев, чтобы завершить её. Окончательный вариант был сделан на полгода позже своего крайнего срока – Рождества. Но создание песни показало ребятам, что они вместе хотят делать музыку, и тем самым положило начало группе The Sound of Arrows.
После этого они начали экспериментировать с семплерами, арфой, некоторыми струнными, текниколором и крещендо. Изначально они намеривались записать песню или две, а потом заняться каждый своим делом. Но все изменилось, когда их первая песня «Narrow Escape» получила положительные отзывы.
Будучи поклонниками Labrador один из их друзей посоветовал двигаться в направлении инди-лейбла. Они отослали демозапись и в 2008 году подписали контракт со шведским инди-лейблом Labrador Records.
Их дебютный EP «Danger!» с девятью треками увидел свет 7 мая 2008 года и представляет собой смесь бесконечного и фантастического
путешествия сквозь новый мир изображений и звуков в текниколор.
В 2010 году группа подписала контракт с Geffen Records и планирует выпустить под этим лейблом свой дебютный альбом в 2011 году.
Видеоклип на «Nova», их дебютный сингл под мейджор-лейблом, был представлен на влиятельном музыкальном блоге Popjustice 21 февраля 2011 года. Сам сингл будет выпущен Geffen Records 25 апреля 2011 года.

## Влияние на творчество
В визуальном плане:
Оба участника совершенно помешаны на фильмах, и просто хотят объединить все лучшее из обоих миров. Грандиозный синти-поп, наряду с эпическими визуальными эффектами.
В написании песен:
За написание песен в группе The Sound of Arrows отвечает Стефан Сторм и он понимает, почему люди сравнивают их с мужским дуэтом Pet Shop Boys, но он не особенно большой их поклонник. Другой дуэт Hurts появился только в прошлом году, и только тогда и начались эти сравнения. По мнению Стефана Hurts пишут действительно хорошие серьёзные песни, ему приятно сравнение с ними.
Музыка, которая занимает центральное место для The Sound of Arrows и которая сильно повлияла на Стефана это ранние OMD (Orchestral Manoeuvres in the Dark), Vangelis (Стефан говорит, что хотел бы быть им), Richard X, Kylie (а именно её вокал с хрипотцой) и Röyksopp.
Многие тексты об эскапизме и "жажде чего-то лучшего".
Стефан говорит, что, ему не сложно найти баланс между визуальным представлением и музыкой, это приходит совершенно естественно. Когда он пишет музыку, то всегда видит её в картинках. Если он пишет песню и не представляет визуальный ряд к ней, то песня является своего рода мертвой для него. Ему действительно очень нравится, когда это является чем-то большим, чем просто мелодией, когда вы можете представить её себе вместе со всем этим миром вокруг неё.

## Другие проекты участников

### Оскар Гульстранд
Помимо клипов для группы Оскар создает рекламные и иные видеоролики. Занимается графическим дизайном и анимацией, в 2007 он с Анной Гульстранд участвовал в конкурсе молодых талантов в Каннах.

### Стефан Сторм
Стефан был в группе с устниками группы Le Sport, Fredrik Hellstrom и Name The Pet. Они назывались P.Y.T.

## Инструменты
Для студийной записи и на сцене The Sound of Arrows используют следующее оборудование:
- Yamaha SK-20 и Yamaha CS-10
- Roland Juno-106 и Roland D-50
- Roland Juno 6 и 60
- Roland SH-2 и SH-101
- Korg Mono/Poly и Korg MS-20
- Suzuki Omnichord
- Akai MPC 2000
- Moog Memorymoog и Moog Minimoog
- LinnDrum

## Дискография
- Voyage (2011)